# Лауперсвіль
Лауперсвіль (нім. Lauperswil) — громада  в Швейцарії в кантоні Берн, адміністративний округ Емменталь.

## Географія
Громада розташована на відстані близько 23 км на схід від Берна.
Лауперсвіль має площу 21,2 км², з яких на 7,5% дозволяється будівництво (житлове та будівництво доріг), 56,1% використовуються в сільськогосподарських цілях, 35,6% зайнято лісами, 0,8% не є продуктивними (річки, льодовики або гори).

## Демографія
2019 року в громаді мешкало 2664 особи (-0,8% порівняно з 2010 роком), іноземців було 4,5%. Густота населення становила 126 осіб/км².
За віковим діапазоном населення розподілялося таким чином: 20% — особи молодші 20 років, 59,3% — особи у віці 20—64 років, 20,8% — особи у віці 65 років та старші. Було 1168 помешкань (у середньому 2,3 особи в помешканні).
Із загальної кількості 1322 працюючих 238 було зайнятих в первинному секторі, 553 — в обробній промисловості, 531 — в галузі послуг.